# Fougère de Barnsley
Pour les articles homonymes, voir Barnsley (homonymie).

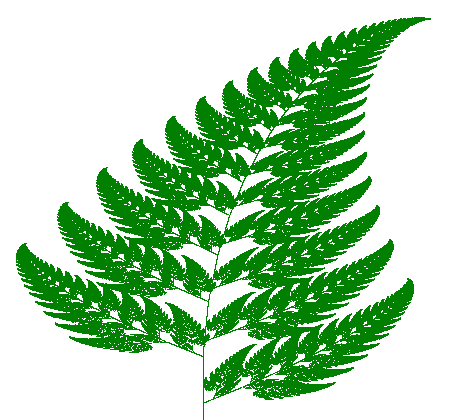
Une fougère de Barnsley tracée avec VisSim.

La fougère de Barnsley est une fractale nommée d'après le mathématicien Michael Barnsley qui l'a décrite pour la première fois dans son livre Fractals Everywhere.

## Construction
La fougère de Barnsley est l'attracteur d'une famille de quatre applications affines. La formule pour une application affine est la suivante : 
{\displaystyle f(x,y)={\begin{bmatrix}a&b\\c&d\end{bmatrix}}{\begin{bmatrix}x\\y\end{bmatrix}}+{\begin{bmatrix}e\\f\end{bmatrix}}}
Dans le tableau, les colonnes "a" à "f" sont les coefficients de l'équation et "p" représente le facteur de probabilité.
| w  | a     | b     | c     | d    | e | f    | p    | Partie générée             |
| -- | ----- | ----- | ----- | ---- | - | ---- | ---- | -------------------------- |
| ƒ1 | 0     | 0     | 0     | 0.16 | 0 | 0    | 0.01 | Tige                       |
| ƒ2 | 0.85  | 0.04  | −0.04 | 0.85 | 0 | 1.60 | 0.85 | Petites folioles           |
| ƒ3 | 0.20  | −0.26 | 0.23  | 0.22 | 0 | 1.60 | 0.07 | Grandes folioles de gauche |
| ƒ4 | −0.15 | 0.28  | 0.26  | 0.24 | 0 | 0.44 | 0.07 | Grandes folioles de droite |

Celles-ci correspondent aux transformations suivantes :
{\displaystyle f_{1}(x,y)={\begin{bmatrix}\ 0.00&\ 0.00\ \\0.00&\ 0.16\end{bmatrix}}{\begin{bmatrix}\ x\\y\end{bmatrix}}}
{\displaystyle f_{2}(x,y)={\begin{bmatrix}\ 0.85&\ 0.04\ \\-0.04&\ 0.85\end{bmatrix}}{\begin{bmatrix}\ x\\y\end{bmatrix}}+{\begin{bmatrix}\ 0.00\\1.60\end{bmatrix}}}
{\displaystyle f_{3}(x,y)={\begin{bmatrix}\ 0.20&\ -0.26\ \\0.23&\ 0.22\end{bmatrix}}{\begin{bmatrix}\ x\\y\end{bmatrix}}+{\begin{bmatrix}\ 0.00\\1.60\end{bmatrix}}}
{\displaystyle f_{4}(x,y)={\begin{bmatrix}\ -0.15&\ 0.28\ \\0.26&\ 0.24\end{bmatrix}}{\begin{bmatrix}\ x\\y\end{bmatrix}}+{\begin{bmatrix}\ 0.00\\0.44\end{bmatrix}}}

### Programmation de la fonction
Le premier point tracé est à l'origine (x0 = 0, y0 = 0) 
puis les nouveaux points sont calculés de manière itérative en appliquant de manière aléatoire l'une des quatre transformations de coordonnées suivantes :
ƒ1
xn + 1 = 0
yn + 1 = 0.16 yn.
Cette transformation de coordonnées est choisie 1% du temps et correspond à un point du premier segment de ligne situé à la base de la tige. Cette partie de la figure est la première à être complétée au cours des itérations
ƒ2
xn + 1 = 0.85 xn + 0.04 yn
yn + 1 = −0.04 xn + 0.85 yn + 1.6.
Cette transformation de coordonnées est choisie 85% du temps et correspond à un point à l'intérieur d'un pavillon.
ƒ3
xn + 1 = 0.2 xn − 0.26 yn
yn + 1 = 0.23 xn + 0.22 yn + 1.6.
Cette transformation de coordonnées est choisie 7% du temps et correspond à un point à l'intérieur d'un pavillon (avec inversion).
ƒ4
xn + 1 = −0.15 xn + 0.28 yn
yn + 1 = 0.26 xn + 0.24 yn + 0.44.
Cette transformation de coordonnées est choisie 7% du temps et correspond à point à l'intérieur d'un pavillon (sans inversion).

### Variétés mutantes
En variant les coefficients, on peut créer des variétés mutantes de fougère, que Barnsley qualifie de superfractales. 
Un générateur de fougères de Barnsley a pu reproduire les fougères de type Cyclosorus (dans la famille des Thelypteridaceae) ainsi que Polypodiidae,.
Les coefficients pour reproduire la fougère Cyclosorus sont dans le tableau suivant.
| w  | a     | b     | c      | d    | e      | f    | p    |
| -- | ----- | ----- | ------ | ---- | ------ | ---- | ---- |
| ƒ1 | 0     | 0     | 0      | 0,25 | 0      | -0,4 | 0,02 |
| ƒ2 | 0,95  | 0,005 | -0,005 | 0,93 | −0.002 | 0,5  | 0,84 |
| ƒ3 | 0.035 | −0.2  | 0,16   | 0,04 | -0,09  | 0,02 | 0,07 |
| ƒ4 | −0.04 | 0.2   | 0,16   | 0,04 | 0,083  | 0,12 | 0,07 |